# Betenbach
Der Betenbach, auch Seggernbeck genannt, ist ein 3,6 km langer Bach in den Gemeinden Heidenau, Hollenstedt, Dohren im Landkreis Harburg in Niedersachsen, der östlich von Ochtmannsbruch Siedlung von links und Westen in die Este mündet.

## Verlauf
Der Betenbach entspringt in einem Waldgebiet südwestlich von Ochtmannsbruch. Durchfließt mehrere Fischteiche, das Wohngebiet am Bodo-Meyer-Weg mit mehreren Fischteichen und unterquert die L 141 in östlicher Richtung. Der Betenbach durchfließt mäandrierend mit flachen, teilweise morastigen Uferzonen geprägten Wald, und mündet bei Seggernhoff, östlich von Ochtmannsbruch Siedlung von links und Westen in die Este.

## Zustand
Der Betenbach ist im gesamten Verlauf mäßig belastet (Güteklasse II).

## Befahrungsregeln
Wegen intensiver Nutzung der Este durch Freizeitsport und Kanuverleiher erließ der Landkreis Harburg 2002 eine Verordnung unter anderem für die Este, ihre Nebengewässer und der zugehörigen Uferbereiche, die den Lebensraum von Pflanzen und Tieren schützen soll. Seitdem ist das Befahren und Betreten des Betenbachs ganzjährig verboten.